# 動詞
動詞（どうし、英: verb）とは、品詞の一つで、主に動作や状態を表し、項として主語や目的語などの名詞句をとる語である。時制がある言語では、一般的には動詞が時制を示す。

## 一般的性質
動詞は名詞とならんでほぼ全ての自然言語が持つとされる基本的な品詞である。「走る」「消える」のように動作や変化を表すほか、「ある」「違う」「匹敵する」のように存在や状態を表すものも含まれる。
通常、動詞は主語、目的語などの項を伴って文を形成する。多くの言語で動詞は態（ヴォイス）、相（アスペクト）、時制（テンス）などによって形態が変化する。また、主語の性・数・人称などでの一致現象を見せる言語も多い。

## 動詞の分類

### 結合価による分類
動詞はそれがとる項の数によって分類される。
| 名称       | 働き                                        | 例語                               |
| ---------- | ------------------------------------------- | ---------------------------------- |
| 自動詞     | 主語のみをとる動詞                          | 日本語では「立つ」「落ちる」など。 |
| 他動詞     | 主語および目的語をとる動詞                  | 「読む」「壊す」など。             |
| 二重他動詞 | 主語、直接目的語、間接目的語の3つをとる動詞 | 「渡す」「入れる」など。           |

このほか項をまったく取らない動詞（たとえば「雨が降る」を意味するイタリア語の piove やスペイン語の llueve など）や、3 つ以上の項をとる動詞も考えられる。
| 再帰動詞 | 本来他動詞または二重他動詞であるが、直接目的語または間接目的語が主語と同じである場合、項が1つ減ることになる動詞。 意味的にも自動詞と考えられるものも多い。 再帰代名詞（英語の -self）を動詞につけた形で、ロマンス諸語で特によく用いられる。 |
| 能格動詞 | 他動詞と、他動詞の場合の目的語＝内項を主語に据えた自動詞（他動詞の場合の主語＝外項を消した表現）のいずれにも、同じ形のまま使える動詞。 日本語の「開く」、英語の open など。                                                                 |

### 相による分類
動詞の相（アスペクト）の特性から動詞を分類することができる。動作の持続する時間に基づいた継続動詞/瞬間動詞、ある状態への変化を意味するかどうかに基づいた目標動詞/非目標動詞などいくつかの観点からの分類が可能である。ヴェンドラーによる次の4分類がよく知られている。
| 名称                      | 働き                                                             | 例語                 |
| ------------------------- | ---------------------------------------------------------------- | -------------------- |
| 状態動詞 (state)          | 原形のまま状態を表し、進行形をとらない。                         | like,live,haveなど。 |
| 活動動詞 (action)         | 進行形で動作の継続を表し、着点や結果や動作の限界点をもたない。   | runなど。            |
| 到達動詞 (achievement)    | ある状態が実現される瞬間的な出来事を表す。動作の過程は表さない。 | arriveなど。         |
| 達成動詞 (accomplishment) | 継続的な動作の結果、ある状態を実現することを表す。               | makeなど。           |

日本語に関しては、同様の視点による金田一春彦の4分類（状態動詞、継続動詞、瞬間動詞、第四種の動詞）がある。金田一とヴェンドラーの違いは、ヴェンドラーが進行形（V-ing）に基づいて分類しているのに対して、金田一は動詞を「～ている」に基づいて分類している点である。金田一の分類はヴェンドラーに先駆けて提案されており、また、ヴェンドラーと同様の分類はアリストテレスが行っているという。

### 意志による分類
| 名称                             | 働き                               | 備考                                         |
| -------------------------------- | ---------------------------------- | -------------------------------------------- |
| 意志動詞 (volitional verb)       | 人間などの意志による動作を表す動詞 | 希望・可能・命令・禁止などの形をとれる。     |
| 無意志動詞 (non-volitional verb) | 意志によらない動作などを表す動詞   | 希望・可能・命令・禁止などの形態をもたない。 |

### 視点による分類
| 名称                   | 働き                                               | 例語                              | 備考 |
| ---------------------- | -------------------------------------------------- | --------------------------------- | --- |
| 主体動作動詞           | 主体の動作をとらえている動詞                       | 書く・食べる…など                 | 自動詞も他動詞もある。「いる」をつけると動作の進行を表す。                                                                        |
| 主体変化動詞           | 主体の変化をとらえている動詞                       | 立つ・結婚する・開く・壊れる…など | ほとんどが自動詞である。「いる」をつけると結果の持続を表す。                                                                      |
| 主体動作・客体変化動詞 | 主体からは動作を、客体からは変化をとらえている動詞 | 開ける・壊す…など                 | すべて他動詞である。 能動態と受動態に対立があり、「いる」を能動態につけると動作の進行を表し、受動態につけると、結果の残存を表す。 |

## 日本語の動詞

### 分類
言語学では、日本語の動詞を形態により 3 種類に分ける。五段動詞、一段動詞、不規則動詞（「する」と「来る」）である。五段動詞を、-u 動詞、グループ 1 動詞、子音動詞、強変化動詞とも呼ぶ。一段動詞を、-ru 動詞、グループ 2 動詞、母音動詞、弱変化動詞とも呼ぶ。この呼び名は、語幹と語尾に基づいている。
| 五段動詞   | 語幹が子音で終わる。原形は -u で終わる。          | kak-u, kak-imasu, kak-anai hanas-u, hanas-imasu, hanas-anai |
| 一段動詞   | 語幹が母音 (i, e) で終わる。原形は -ru で終わる。 | mi-ru, mi-masu, mi-nai tabe-ru, tabe-masu, tabe-nai         |
| 不規則動詞 | 「する」と「来る」のみ。                          | s-uru, s-imasu, s-inai k-uru, k-imasu, k-onai               |

### 助動詞
言語学では、日本語の、「-て」に後続し文法的機能を示す動詞を分類して助動詞と呼ぶ。これは、国文法では「補助動詞」と呼ぶ。国文法でいう「助動詞」については助動詞 (国文法) を参照すること。

### 国文法
国文法では、動詞は用言の一つであり、活用する自立語である。活用の形態により、五段活用・上一段活用・下一段活用・カ行変格活用・サ行変格活用に分類される。

### 動詞の活用形
各形に後続する主な言葉
| 未然形 | ない・う・よう・ぬ・れる・られる・せる・させる |
| 連用形 | た・だ・て・ます・「、」・たい・ながら         |
| 終止形 | と・「。」・から・けれど                       |
| 連体形 | とき・の・こと･名詞                            |
| 仮定形 | ば                                             |
| 命令形 | 「！」・と・「。」                             |

### 複合動詞
「押し続ける」「作り上げる」のように 2 つの動詞を結合したものを複合動詞という。前の動詞（連用形）を前項動詞、後続の動詞を後項動詞という。
意味的には、「切り倒す」「ふりかける」のように 2 つの動詞の意味をほぼ対等に結合した複合動詞 (語彙的複合動詞) もあるが、上例のように前項動詞が基本的な意味を担い、後項動詞が主として文法機能を果たす複合動詞 (統語的複合動詞) も多い。
特に前項動詞の種類に対する制限の少ない後項動詞「始める」、「続ける」、「尽くす」、「過ぎる (前に形容詞・形容動詞の語幹もとれる) 」、「お…する (謙譲語) 」などは補助動詞としても扱われ、「押され続ける」のように 2 つの動詞の間に助動詞が介入できることもある。中には「かねる (不可能などを表す) 」のように、独自の意味を失いほぼ文法機能のみを担う、助動詞的な後項動詞もある (丁寧の助動詞「ます」も後項動詞形式の補助動詞「参らする」に由来する)．

## 造語
日本語における動詞の原型はほとんどの場合「〜る([ɾɯ])」で終わるという特徴があるため、単語の自由性が高く若者言葉として使用される例もある。また、《名詞+る》の構成が多い一方で、本来使用すべき動詞が省略される例も多い事実もある。

### 例
- タピオカ（を飲む）　タピる
- コピー（をする）　コピる

## 日本語以外の言語における動詞

### 英語
英語では、補語を伴って状態を表すbe動詞 (SVC) と、それのみで動作を表したり副詞句を伴ったりする自動詞 (SV) と、目的語や目的格補語を伴う他動詞 (SVOO, SVOC) がある。また "give up" （諦める）や "take care of" （世話する）のように、副詞や前置詞、名詞などを伴った形で、全体として一つの動詞のように用いられる句動詞となることもある。

### 韓国語（朝鮮語）
最敬体（敬語）、過去形、連用形、連体形（現在・過去・未来等の区別あり）などの変化をする。日本語同様に文末に用いられることが多く、また様々な接尾辞（日本語の接続助詞に似る）を介して他の語に接続する。活用の様式がよく似ているため、形容詞が動詞の一種とされることもあるが、用言を動詞・形容詞・指定詞（コピュラ）・存在詞（「ある」「ない」）に分けることが多い。

## 関連書籍
- 『日本語動詞のアスペクト』（金田一春彦編、鈴木重幸・藤井正・高橋太郎・吉川武時著、むぎ書房、1976年、ISBN 4-8384-0104-3）
- 『動詞の研究　動詞の動詞らしさの発展と消失』（高橋太郎、むぎ書房、1994年3月、ISBN 4-8384-0109-4）